# Polyadenum
Polyadenum es un género de Protura en la familia Acerentomidae.

## Especies
- Polyadenum sinensis Yin, 1980